# Награда „Златни сунцокрет”
Награда „Златни сунцокрет” је књижевно признање које финансира српска фабрика Витал у Врбасу. Установљена је 1996. Признање је познато и као Виталова награда.

## О награди
Награда се додељује за најбоље остварење на српском говорном подручју у различитим жанровима, први пут објављено у прошлој години.
Додељује се за романе, поезију, приповетке, есеје, књижевне критике као и књижевну публицистику. Награду је додељивала Књижевна фондација Фабрике уља „Витал” у Врбасу, а сад Компанија „Витал” а. д., са циљем „да допринесе развоју наше савремене књижевности, без обзира о којем се виду писане речи ради”.
Награда се састојала од плакете, графике са мотивом сунцокрета, уметничке слике, новчаног износа и спонзорства за нови тираж књиге. Награда се сада састоји од дипломе и новчаног износа. Уручење награде приређује се у Београду, по правилу, уочи Светог Саве.
Десето уручивање (јануар 2006) било је неизвесно јер је фабрика приватизована и изгледало је да више нема интереса за финансирање културе. Међутим већински власник фабрике, компанија Инвеј, прихватила је финансирање награде, али је она додељена са закашњењем (у марту). Награда је за 2006. годину додељена двојици аутора.

## Добитници
| Година | Добитник                                        | Дело                                            | Врста дела                                      | Реф.                                            |
| ------ | ----------------------------------------------- | ----------------------------------------------- | ----------------------------------------------- | ----------------------------------------------- |
| 1997.  | Иван В. Лалић                                   | Четири канона                                   | поезија                                         | [ 3 ]                                           |
| 1998.  | Јован Радуловић                                 | Прошао живот                                    | роман                                           | [ 3 ]                                           |
| 1999.  | Радослав Петковић                               | Човек који је живео у сновима                   | приповетке                                      | [ 3 ]                                           |
| 2000.  | Милован Данојлић                                | Балада о сиромаштву                             | роман                                           | [ 3 ]                                           |
| 2001.  | Горан Петровић                                  | Ситничарница „Код срећне руке”                  | роман                                           | [ 3 ]                                           |
| 2002.  | Веселин Марковић                                | Израњање                                        | роман                                           | [ 3 ]                                           |
| 2003.  | Рајко Петров Ного                               | Недремано око                                   | поезија                                         | [ 4 ]                                           |
| 2004.  | Војислав Карановић                              | Светлост у налету                               | поезија                                         | [ 4 ]                                           |
| 2005.  | Владимир Тасић                                  | Киша и хартија                                  | роман                                           | [ 4 ]                                           |
| 2006.  | Драган Јовановић Данилов                        | Гнездо над понором                              | поезија                                         | [ 4 ]                                           |
| 2007.  | Јовица Аћин                                     | Прочитано у твојим очима                        | кратка проза                                    | [ 4 ]                                           |
| 2007.  | Марко Видојковић                                | Све Црвенкапе су исте                           | роман                                           | [ 4 ]                                           |
| 2008.  | Милета Продановић                               | Агнец                                           | роман                                           | [ 4 ]                                           |
| 2009.  | Давид Албахари                                  | Сваке ноћи у другом граду                       | кратка проза                                    | [ 4 ]                                           |
| 2010.  | Слободан Владуши                                |                                                 | роман                                           | [ 4 ]                                           |
| 2011.  | Драгослав Михаиловић                            | Преживљавање                                    | кратка проза                                    | [ 5 ]                                           |
| 2012.  | Угљеша Шајтинац                                 | Сасвим скромни дарови                           | роман                                           | [ 6 ]                                           |
| 2013.  | Драго Кекановић                                 | Вепрово срце                                    | роман                                           | [ 7 ]                                           |
| 2014.  | Милош Латиновић                                 | Сто дана кише                                   | роман                                           | [ 8 ]                                           |
| 2015.  | Награда за најбољу књигу у 2014. није додељена. | Награда за најбољу књигу у 2014. није додељена. | Награда за најбољу књигу у 2014. није додељена. | Награда за најбољу књигу у 2014. није додељена. |
| 2016.  | Драган Великић                                  | Иследник                                        | роман                                           | [ 9 ]                                           |
| 2017.  | Светлана Слапшак                                | Равнотежа                                       | роман                                           | [ 10 ]                                          |
| 2018.  | Никола Вујчић                                   | Скривености                                     | поезија                                         | [ 11 ]                                          |
| 2019.  | Вуле Журић                                      | Помор и страх                                   | роман                                           | [ 12 ]                                          |
| 2020.  | Тања Ступар Трифуновић                          | Откако сам купила лабуда                        | роман                                           | [ 13 ]                                          |
| 2021.  | Енес Халиловић                                  | Људи без гробова                                | роман                                           | [ 14 ]                                          |
| 2022.  | Милица Вучковић                                 | Смртни исход атлетских повреда                  | роман                                           | [ 15 ]                                          |
| 2023.  | Владимир Кецмановић                             | Кад ђаволи полете                               | роман                                           | [ 16 ]                                          |
| 2024.  | Игор Маројевић                                  | Гранична стања                                  | кратка проза                                    | [ 17 ]                                          |
| 2025.  | Миленко Бодирогић                               | Пјесак пескаре                                  | роман                                           | [ 18 ]                                          |